# 654-es busz
A 654-es jelzésű elővárosi autóbusz Budapest, Népliget autóbusz-pályaudvar és Kiskunlacháza, vasútállomás elágazás között közlekedik, Dunaharasztin, Taksonyon, Dunavarsányon és Délegyházán keresztül. Az utolsó agglomerációba közlekedő autóbusz meghosszabbított útvonalon, Kunszentmiklós, Kálvin tér megállóig szállít utasokat. A járatot a MÁV Személyszállítási Zrt. üzemelteti.

## Története
2022. január 28-áig az autóbusz Budapest, Népliget autóbusz-pályaudvar és Tass között közlekedett Kiskunlacháza Bankháza, Apaj és Kunszentmiklós érintésével, Dunavarsány és Délegyháza városok érintése nélkül. A 150-es vasútvonal felújításához kapcsolódó vonatpótlás kapcsán 2022. január 28-án megszűnt, forgalmát a 653-as busz vette át, amely sűrűbben, több megállással, de a Kunszentmiklós és Tass közötti szakasz érintése nélkül közlekedik. 2022. május 1-jén újraindult Budapest és Kunszentmiklós között, a fővárosban és Taksony belterületén módosított útvonalon.

## Megállóhelyei
Az átszállási kapcsolatok között Budapest és Délegyháza között azonos útvonalon közlekedő 655-ös busz nincs feltüntetve.
| 0                                                                           | Budapest, Népliget autóbusz-pályaudvar végállomás                      | 73 | 1, 1A 83 254E 607, 608, 626, 628, 629, 630, 631, 632, 633, 635, 636, 650, 653, 656, 657, 659, 660, 661, 679, 705 1080, 1081, 1085, 1087, 1090, 1092, 1094, 1110, 1111, 1113, 1115, 1120, 1121, 1125, 1131, 1134, 1136, 1172, 1173, 1174, 1175, 1176, 1177, 1183, 1184, 1185, 1188, 1189, 1190, 1193, 1194, 1201, 1205, 1212, 1215, 1216, 1229, 1251, 1253, 1254, 1257, 1268 |
| ∫                                                                           | Budapest, Mester utca / Könyves Kálmán körút (csak leszállás céljából) | 68 | 1, 2B, 51, 51A 281 |
| ∫                                                                           | Budapest, Közvágóhíd (Kvassay Jenő út) (csak leszállás céljából)       | 66 | 1, 2, 24 54, 55, 179, 223E, 224, 224E, 255E |
| 6                                                                           | Budapest, Koppány utca (csak felszállás céljából)                      | ∫  | |
| 11                                                                          | Budapest, Timót utca / Soroksári út                                    | 61 | 224 627, 630, 631, 632, 635, 636, 650, 653, 659, 661 |
| 13                                                                          | Budapest, Pesterzsébet felső                                           | 58 | 66, 66B, 224, 224E 626, 627, 628, 629, 630, 631, 632, 635, 636, 650, 653, 659, 660, 661 1080, 1110 |
| 15                                                                          | Budapest, Pesterzsébet vasútállomás                                    | 56 | 66, 66B, 119, 151, 166 630, 631, 632, 635, 636, 650, 653, 659, 661 |
| 17                                                                          | Budapest, Festékgyár                                                   | 53 | 66, 66B, 66E, 166 627, 630, 631, 632, 635, 636, 650, 653, 659, 661 |
| 20                                                                          | Budapest, Soroksár, Hősök tere                                         | 50 | 66, 66B, 66E, 135, 166 626, 627, 628, 629, 630, 631, 632, 635, 636, 650, 653, 659, 660, 661 1080, 1110 |
| 23                                                                          | Budapest, Orbánhegyi dűlő                                              | 47 | 135 650, 653, 659 |
| Budapest–Dunaharaszti közigazgatási határa                                  |                                                                        |    | |
| 28                                                                          | Dunaharaszti, HÉV-állomás                                              | 42 | 650, 653, 659, 660, 661, 679 1110 1, 1Y, 2, 3, 4, 2gy |
| 29                                                                          | Dunaharaszti, Városháza                                                | 40 | 650, 653 2, 4 |
| 30                                                                          | Dunaharaszti, Nádor utca                                               | 39 | 650, 653, 661 2, 4 |
| 32                                                                          | Dunaharaszti, Király utca                                              | 38 | 650, 653 4 |
| Dunaharaszti–Taksony közigazgatási határa                                   |                                                                        |    | |
| 34                                                                          | Taksony, Fő utca 24.                                                   | 36 | 650, 653 |
| 36                                                                          | Taksony, Községháza                                                    | 34 | 650, 653, 660, 661 |
| 37                                                                          | Taksony, Baross tér                                                    | 33 | 656, 663 |
| 39                                                                          | Taksony, Attila utca                                                   | ∫  | 656, 663 |
| ∫                                                                           | Taksony, Wesselényi utca                                               | 31 | 656, 663 |
| ∫                                                                           | Taksony, Béke utca                                                     | 30 | 656, 663 |
| 41                                                                          | Taksony, Zsellérerdő                                                   | ∫  | 656, 663 |
| ∫                                                                           | Taksony, Vasútállomás                                                  | 29 | 651, 656, 663 |
| ∫                                                                           | Taksony, Zsellérerdő                                                   | 28 | 651, 656, 663 |
| 43                                                                          | Taksony, Varsányi köz                                                  | 27 | 651, 656 |
| Taksony–Dunavarsány közigazgatási határa                                    |                                                                        |    | |
| 45                                                                          | Erőspuszta bejárati út                                                 | 25 | 651, 656, 657, 659 |
| 47                                                                          | Dunavarsány, Nyugati lakópark                                          | 23 | 651, 656, 657, 659 |
| 49                                                                          | Dunavarsány, vasúti átjáró                                             | 21 | 651, 656, 657, 659, 664 |
| 51                                                                          | Dunavarsány, Vasútállomás                                              | 19 | 651, 652, 656, 657, 659, 664 |
| Dunavarsány–Délegyháza közigazgatási határa                                 |                                                                        |    | |
| 53                                                                          | Délegyháza, II. tó                                                     | 17 | 651, 652, 656, 657, 659, 664 |
| 55                                                                          | Délegyháza, Vasútállomás                                               | 15 | 651, 652, 656, 657, 659, 664 |
| Délegyháza–Kiskunlacháza közigazgatási határa                               |                                                                        |    | |
| 60                                                                          | Majosházai elágazás                                                    | 10 | 650, 651, 652, 653, 659, 660, 661, 665, 667, 668 |
| Kiskunlacháza–Áporka közigazgatási határa                                   |                                                                        |    | |
| 63                                                                          | Áporkai elágazás                                                       | 7  | 650, 651, 652, 653, 659, 660, 661, 665, 667, 668 1110 |
| 65                                                                          | Áporka, bejárati út                                                    | 5  | 650, 651, 653, 659, 660, 661, 665, 668 1110 |
| Áporka–Kiskunlacháza közigazgatási határa                                   |                                                                        |    | |
| 68                                                                          | Kiskunlacháza, autóbusz-forduló                                        | 2  | 650, 651, 653, 659, 660, 661, 665, 668 1110 |
| 69                                                                          | Kiskunlacháza, Védgát utca                                             | 1  | 650, 651, 653, 659, 660, 661, 665, 668 |
| 70                                                                          | Kiskunlacháza, vasútállomás elágazás vonalközi végállomás              | 0  | 645, 647, 648, 650, 651, 653, 659, 660, 661, 665, 668, 669, 670 1110, 1111, 1113, 1115 |
| A kék hátterű megállóhelyeket csak a Budapestről induló utolsó busz érinti. |                                                                        |    | |
| 71                                                                          | Kiskunlacháza, malom                                                   |    | |
| 72                                                                          | Kiskunlacháza, Katona József utca                                      |    | |
| 73                                                                          | Kiskunlacháza, gépállomás                                              |    | |
| 74                                                                          | Kiskunlacháza, vasútállomás bejárati út                                |    | |
| 77                                                                          | Bankháza, iskola                                                       |    | |
| 79                                                                          | Kiskunlacháza, Faragó tanya                                            |    | |
| 80                                                                          | Apaj, Belsőszúnyog                                                     |    | |
| 84                                                                          | Apaji útőrház                                                          |    | |
| Kiskunlacháza–Apaj közigazgatási határa                                     |                                                                        |    | |
| 86                                                                          | Apaj, kunszentmiklósi útelágazás                                       |    | |
| Apaj–Kunszentmiklós közigazgatási határa                                    |                                                                        |    | |
| 99                                                                          | Kunszentmiklós, Petőfi lakótelep                                       |    | |
| 102                                                                         | Kunszentmiklós, Kálvin tér érkező végállomás                           |    | |